# سالی کرکلند
سالی کرکلند (انگلیسی: Sally Kirkland؛ زاده ۳۱ اکتبر ۱۹۴۱) بازیگر اهل ایالات متحده آمریکا است. وی از سال ۱۹۶۰ میلادی تاکنون مشغول فعالیت بوده‌است. 
وی برای بازی در فیلم آنا نامزد دریافت جایزه اسکار بهترین بازیگر نقش اول زن شد. از دیگر فیلم‌هایی که وی در آن نقش داشته‌است، می‌توان به نیش، بروس قدرتمند، جان اف کندی، دستپاچه، انتقام، اد تی‌وی، ستاره‌هایی در فیلم‌های کوتاه، رویاهای هالیوود و خم به ابرو نیاور اشاره کرد.